# Sven Melander
Sven Alarik Melander (født 30. oktober 1947 i Malmø, død 31. marts 2022) var en svensk journalist, skuespiller og tv-vært.
Melander begyndte sin karriere som journalist og arbejdede blandt andet for Aftonbladet og SVT. I begyndelsen af 1980'erne etablerede han sig dog mere og mere som entertainer, skuespiller og komiker. En af hans første filmroller var som den glade, fulde Berra i spillefilmen Selskabsrejsen (1980), der er instrueret af Lasse Åberg og Peter Hald. Han var for eksempel også medvært på Melodifestivalen i 1994.
I 1991 blev Melander tildelt prisen som Årets Skåning.

## Død
Sven Melander døde efter flere års kamp mod kræft den 31. marts 2022. Han blev 74 år gammel.

## Udvalgt filmografi
- Selskabsrejsen (1980)
- Kalabaliken i Bender (1983)
- Jim og piraterne (1987, ukrediteret)
- Varuhuset (tv-serie, 1987)
- Macken - Roy's & Roger's Bilservice (1990)
- Vindere og tabere (2005)
- Playa del Sol (tv-serie, 2009)
- Tidsrejsen (2011)